# Cầu diệp bán trụ
Cầu diệp bán trụ (danh pháp hai phần: Bulbophyllum semiteretifolium) là một loài phong lan thuộc chi Bulbophyllum. Đây là loài đặc hữu của Việt Nam.